# Germinal (pel·lícula de 1993)
Germinal és una pel·lícula francobelga, adaptació de la novel·la homònima d'Émile Zola, dirigida per Claude Berri i estrenada el 1993. Ha estat doblada al català.

## Argument
La història té lloc en una colònia minera al nord de l'Estat fràncès, a finals del segle xix. Etienne Lantier (Renaud), un maquinista a l'atur, arriba a la ciutat i troba un lloc per quedar-se amb la família de Maheu (Gérard Depardieu). Ell s'enamora de la filla gran de Maheu, Catherine (Judith Henry). A la mina de carbó de Le Voreux troba un lloc de treball, però aviat coneix de primera mà les condicions inhumanes de feina, tan paupèrrimes que proposa als miners de dur a terme una vaga per augmentar el salari.
La vaga, que proposa Étienne, porta problemes a tota la indústria del carbó de la regió. Els burgesos, com els treballadors no van a treballar, contracten miners belgues i es despreocupen dels miners francesos. Els treballadors estan indignats i decideixen anar tots junts contra els militars que vigilen les mines. Es pot observar una escena que recorda el conegut quadre El Quart Estat de Giuseppe Pellizza da Volpedo. Hi ha un tiroteig en el qual diversos insurgents, entre ells Maheu i el seu fill petit, moren. A causa de la fam i la desesperació, els vaguistes finalment tornen al seu lloc de treball cobrant encara menys.
Souvarine (Laurent Terzieff) l'anarquista, saboteja la mina i la inunda, la qual cosa desemboca en un col·lapse. Etienne se salva, però Catherine i el seu ex-xicot, Chaval (Jean-Roger Milo), moren a l'interior. Finalment es veu Maheude (Miou-Miou) que torna a la feina a les mines, l'única dona coratjosa que no s'ha detingut davant de res i ha demostrat ser una gran lluitadora. Etienne se'n va a divulgar el marxisme a un altre lloc.

## Personatges
- Etienne Lantier, interpretat per Renaud, és un obrer que va a la mina en busca de treball, la situació en què es veu envoltat provoca que amb Toussiant liderin una vaga. Abans d'això, organitza una caixa de resistència per poder disposar-ne. La seva ideologia es marxista, està a favor de la Internacional i parla sobre ella diverses vegades. És un home que no es deixarà esclavitzar i acabarà anant-se'n de Le Voreux.
- Toussiant Maheu, interpretat per Gerard Depardieu, és el pare de família dels Maheu, porta una vida rutinària de treball a la mina i és un pencaire exemplar. Després de conèixer Lantier es deixa influir pels seus pensaments revolucionaris, que el portaran a liderar la vaga i, en aquesta defensa del proletariat, a deixar-hi la vida.
- La Maheude, interpretada per Miou-Miou, és l'esposa de Toussiant, s'ocupa de la família i de la casa però no treballa a la mina. A causa de la rebaixa del preu pagat per vagoneta de carbó, defensa la vaga fins al final. És una dona de caràcter fort. Després de perdre una part de la seva família, acaba treballant a la mina, per poder viure.
- Catherine, interpretada per Judith Henry, és una noia de caràcter dèbil que es veu sempre lligada a un home que la maltracta tant físicament com psicològicament, acaba arrossegant-se rere ell a treballar i la seva família la repudia. A l'atemptat de la mina mor.
- Chaval, interpretat per Jean-Roger Milo, és l'home de la Catherine, és dominador i fals. En principi vol ajudar el moviment dels miners, però el pot la cobdícia i no convoca cap vaga a la seva mina. Sempre creu que té raó. Acaba mort a l'atemptat de la mina.
- Rasseneur, interpretat per Jean-Pierre Bisson, és l'encarregat de l'hostal que ràpidament estableix una amistat amb Lantier i està a favor de fer una vaga immediata sigui com sigui.
- Souverine, interpretat per Laurent Terzieff, apareix principalment a la taverna, sempre solitari i llegint el diari. És un dels pocs que sap llegir, escolta les conversacions sobre política que tenen els obrers i sempre s'involucra criticant el marxisme. Defensa un sistema sense caps, ni obrers ni burgesos, i un estat igualitari, i prefereix la destrucció de la societat a la pujada del poder dels obrers, ja que creu que tornaran a oblidar-se dels menys privilegiats i només miraran pel seu bé. Souverine és un anarquista violent i provoca un atemptat a la mina mitjançant un sabotatge.
- Hennebeau, interpretat per Dacqmine Jacques, és el director de la mina. Un burgès ric. S'oposa a les reivindicacions dels obrers, és egoista, i creu que ajuda als obrers deixant-los les cases, però no s'adona o no vol adonar-se que els diners de les cases li són retornats quan els obrers van a comprar a la botiga de la colònia minera i en forma de plusvàlua.

## Premis
La pel·lícula va obtenir el 1994 dotze nominacions als Premi César i en va guanyar dos: Millor fotografia i Millor vestuari. Les altres deu nominacions van ser en les següents categories: Millor pel·lícula, Millor director, Millor actriu (Miou-Miou), Millor actor de repartiment (Jean-Roger Milo), Millor actriu de repartiment (Judith Henry), Millor guió, Millor banda sonora, Millor so, art i Millor muntatge.